# Eidos Interactive
Eidos Interactive Ltd. — английский издатель видео- и компьютерных игр, с главным офисом в Wimbledon Bridge House, Лондон, Уимблдон, имеет отделения в США, Канаде, Германии, Франции, Австралии и Японии. Известна как издатель игр Tomb Raider, Hitman, Commandos, Deus Ex, Legacy of Kain, Thief, TimeSplitters и Fear Effect. 22 апреля 2009 года официально стала частью европейского отделения японского гиганта Square Enix, после чего последовала реорганизация компании. Дочерние компании Eidos Interactive Crystal Dynamics и IO Interactive (ныне независимая студия) также перешли к Square Enix.

## История
Eidos PLC, которая позднее стала Eidos Interactive, была основана в 1984 году как компания, специализирующаяся на сжатии видео и нелинейного редактирования систем, особенно для компьютеров Acorn Archimedes, и разместила акции на Лондонской фондовой бирже. После серии вопросов, касающихся прав и роста цены акций, Eidos PLC совершила ряд приобретений в секторе игр, начиная с приобретения компьютерных игр компании Domark Group Limited (Domark), Simis и Big Red Software в 1995 году через обратное поглощение. В то время, Domark был известен 3D Construction Kit, Championship Manager, Hard Drivin ', и многими другими продуктами. Domark, Simis и Big Red были объединены в Eidos Interactive. В 1990-е компания стала одной из самых быстрорастущих в Европе.
В феврале 2009 года Square Enix достигла соглашения о покупке Eidos за 84 300 000 долларов США, дата была перенесена и Square Enix официально приобрела Eidos 22 апреля 2009 года.
Первоначально Square Enix заявила, что не будет вмешиваться во внутренние дела компании, и это позволит Eidos Interactive выпускать игры, произведённые в её студиях под собственным брендом. В июле 2009 году было объявлено, что Eidos Interactive будет объединена с европейским подразделением Square Enix Limited (основана в декабре 1998 года), образовав Square Enix Europe. Имя Eidos осталось в названиях студий разработки Eidos Montreal и Eidos Shanghai.

## Студии
- Crystal Dynamics в Редвуд-Сити, Калифорния, США.
- IO Interactive в Копенгагене, Дания (2009—2017, студия обрела независимость).
- Eidos Montreal в Канаде.
- Beautiful Game Studios в Лондоне, Англия.
- Eidos Shanghai в Китае.
- Eidos Hungary в Венгрии, закрыта в октябре 2009.
- Pivotal Games в Бат, Англия, закрыта 22 августа 2008.
- Core Design в Дерби, Англия, закрыта 11 мая 2006.
- Ion Storm в Далласе и Остине, Техас, США, закрыта 9 февраля 2005.

## Игры
- 25 To Life (2006)
- Abomination: The Nemesis project (1999)
- Age of Conan: Hyborian Adventures (2008)
- Alisal Matters (TBA)
- Backyard Wrestling: Don't Try This At Home (2003)
  - Backyard Wrestling 2: There Goes the Neighborhood (2004)
- Battlestations: Midway (2007)
- Battlestations: Pacific (2009)
- Batman: Arkham Asylum (2009)
- Beach Life (2002)
- Bionicle Heroes (2006)
- Championship Manager
  - Championship Manager 5 (2005)
  - Championship Manager 2008 (2007)
- Chili Con Carnage (2007)
- Chuck Rock (1991)
- Commandos: Behind Enemy Lines (1998)
  - Commandos: Beyond the Call of Duty (1999)
  - Commandos 2: Men of Courage (2001)
  - Commandos 3: Destination Berlin (2003)
  - Commandos: Strike Force (2006)
- Conflict: Denied Ops (2008)
- Crash 'N' Burn (2004)
- Cutthroats: Terror on the High Seas (1999)
- Daikatana (2000)
- Deathtrap Dungeon (1998)
- Deus Ex (2000)
  - Deus Ex: Invisible War (2003)
- Doctor Who: Top Trumps (2008)
- Eve of Extinction (2002)
- F1 World Grand Prix (1999)
  - F1 World Grand Prix 2000 (2001)
- Fear Effect (2000)
  - Fear Effect 2: Retro Helix (2001)
- Fighting Force (1997)
  - Fighting Force 2 (1999)
- Final Fantasy VII (PC version) (1997)
- Gangsters: Organized Crime (1998)
  - Gangsters 2 (2001)
- Geon: Emotions (2007)
- Highlander: The Game (Отменена)
- Hitman: Codename 47 (2000)
  - Hitman 2: Silent Assassin (2002)
  - Hitman: Contracts (2004)
  - Hitman: Blood Money (2006)
- Imperial Glory (2005)
- Infernal (2007)
- Joint Strike Fighter (1997)
- Just Cause (2006)
  - Just Cause 2 (2010)
- Kane & Lynch: Dead Men (2007)
- Legacy of Kain
  - Blood Omen: Legacy of Kain (1996)
  - Legacy of Kain: Soul Reaver (1999)
  - Legacy of Kain: Soul Reaver 2 (2001)
  - Blood Omen 2: Legacy of Kain (2002)
  - Legacy of Kain: Defiance (2003)
- Legaia 2: Duel Saga (2001)
- Lego Star Wars: The Video Game (2005)
- Mad Dash Racing (2001)
- Mad Maestro (2001)
- Mini Ninjas Official Site (2009)
- Mister Mosquito (2001)
- Monster Lab (2008)
- Ninja: Shadow of Darkness (1998)
- Official Formula One Racing (1999)
- Orion Burger
- Pocket Pool (2007)
- Power F1 (1997)
- Praetorians (2003)
- Project Eden (2001)
- Project I.G.I.: I’m Going In (2000)
- Project Snowblind (2005)
- Revenant (1999)
- Republic: The Revolution  (2003)
- Reservoir Dogs (2006)
- Rogue Trooper (2006)
- Shellshock: Nam '67 (2004)
  - Shellshock 2: Blood Trails (2009)
- Soul Bubbles (2008)
- Spider: The Video Game (1996)
- Startopia (2001)
- Terracide (1997)
- Thief
  - Thief: The Dark Project (1998)
  - Thief II: The Metal Age (2000)
  - Thief: Deadly Shadows (2004)
- Timesplitters (2000)
  - Timesplitters 2 (2002)
- Tomb Raider
  - Tomb Raider (1996)
  - Tomb Raider II (1997)
  - Tomb Raider III (1998)
  - Tomb Raider: The Last Revelation (1999)
  - Tomb Raider Chronicles (2000)
  - Tomb Raider: The Angel of Darkness (2003)
  - Tomb Raider: Legend (2006)
  - Tomb Raider: Anniversary (2007)
  - Tomb Raider: Underworld (2008)
- Total Overdose (2005)
- Top Trumps Adventures (2007)
- Top Trumps Adventures: Dogs and Dinosaurs (2007)
- Top Trumps Adventures: Horror and Predators (2007)
- Touch the Dead (2007)
- Trade Empires (2001)
- The Unholy War (1998)
- Urban Chaos (1999)
- Urban Chaos: Riot Response (2006)
- Virtual Resort: Spring Break (2002)
- Warzone 2100 (1999)
- Way of the Samurai (2002)
- Wacky Races: Crash & Dash (2008)